# Тано Чимароза
Та́но Чимаро́за (італ. Tano Cimarosa, ім'я при народженні Гаетано Чиско, італ. Gaetano Cisco; 1 січня 1922, Мессіна, Італія — 24 травня 2008, там же) — італійський актор, режисер, сценарист. Народився та помер на Сицилії. Українському глядачеві найбільш відомий за стрічкою 1973 року Неймовірні пригоди італійців у Росії.

## Фільмографія
| Рік  |   | Українська назва                                                               | Оригінальна назва                                                | Роль                                             |
| ---- | - | ------------------------------------------------------------------------------ | ---------------------------------------------------------------- | ------------------------------------------------ |
| 1963 | ф | Бурхливе море                                                                  | Mare matto                                                       | один з братів Кастеллуццо                        |
| 1968 | ф | День сови                                                                      | Il giorno della civetta                                          | Дзеккінетта                                      |
| 1970 | ф | Найвродливіша дружина                                                          | La Moglie più bella                                              | Гаетано Чимароза, батько Франчески               |
| 1971 | ф | Затриманий чекаючи судового розгляду                                           | Detenuto in attesa di giudizio                                   | наглядач в'язниці                                |
| 1971 | ф | Вродливий, чесний, емігрант в Австралії хоче одружитися з незайманою землячкою | Bello, onesto, emigrato Australia sposerebbe compaesana illibata | італійський емігрант з Джели                     |
| 1973 | ф | Війна банд в Мілані                                                            | Milano rovente                                                   | Ніно Бальзамо                                    |
| 1974 | ф | Хліб і шоколад                                                                 | Pane e cioccolata                                                | Джіджі                                           |
| 1974 | ф | Неймовірні пригоди італійців у Росії                                           | Невероятные приключения итальянцев в России                      | Розаріо Агро, мафіозо (дублює Михайло Глузський) |
| 1975 | ф | Навіщо вбивати суддів?                                                         | Perché si uccide un magistrato                                   | Тано Барра                                       |
| 1988 | ф | Новий кінотеатр «Парадізо»                                                     | Nuovo Cinema Paradiso                                            | коваль                                           |
| 1994 | ф | Звичайна формальність                                                          | Una pura formalità                                               | слуга                                            |